# 鍋屋Bi-tech公司
鍋屋兩倍技術有限公司（英語：Nabeya Bi-tech Kaisha ,NBK）是一家精密机械部件制造商，位于日本本州中部的岐阜县。

## 公司介绍
NBK的总公司和主要工厂位于日本岐阜县関市。在前故董事長兼总经理冈本太一的領導下，在他独特的経営概念下建造的口号「融和自然和創造性的工厂」，建设了不仅是一个工厂而是一个花园工厂的“関工園”，設有游泳池，美术馆，酒吧，健身房，音乐厅和精心设计的会议室．這譲NBK赢得由日本经济新闻和日本通产省授与的优秀设计奖（1994年），通产省授与的最佳奖办公室賞（1993年），日本绿化的研究与发展中心奖（1994年）等等。故冈本氏坚信，所谓的按営业目标・绩效薪酬的管理概念会低減创造力和生产力，因此所有的员工都没有受任何営收目标，允许自由行动。这种独特的经营理念為NBK带来了显着的成長。 
故冈本氏被日本科学技术厅評為“促进科技成就者”(1995年)、「优秀设计的公司奖」（2005年）。在2007年，故冈本氏辞去総経理主任董事長，現総経理金田光夫作为他的後継者。現金田総経理是NBK在1560年創立以来唯一不是冈本一族的経営幹部。 
在2007年12月，NBK被日本东京電視台広受歓迎的電視節目“韓布利亜宫”里介绍為“理想的工厂-历史悠久公司之一”。這是在日本中部地区中小企业中第一次、継日本的国際企業丰田汽车和樹研工业公司之后第三次被同電視説目介绍的優良企業。

## 历史
NBK的历史可以一直追溯到1560年，当時担任日本戦国時代武将织田信长和之後织田信孝（信長的第三儿子）家臣的岡本太郎右衛門尉（或称：岡本良勝）創业，此公司被認同為历史最悠久的日本拥有賞标版权的铸造制造商。在1749年，岡本一族从朝廷取得铸造制造的牌照、由它们制造和貢献上京都御所的灯笼深獲好評，被封贸易名称 “鍋屋”。岡本鍋屋歴来向许多寺庙制造和提供梵钟。
岡本的头家经营鍋屋有限公司、而其他岡本一族成員被允许使用“鍋屋”成立公司和作公司名。Bi-tech是“双高科技”,“融合了最新和传统的2種-技术”的意思，而“株式会社”是指“公司”。NBK是由冈本友吉成立于1940年

## 子公司
- NBK Zimmer 有限公司
- 鍋屋百迪精密機械（蘇州）有限公司
- 有限公司 鍋屋商店
- NBK 通商公司
- PT.HIMALAYA NABEYA INDONESIA
- NBK市场营销 有限公司

## 外部連結
- （日語） 鍋屋バイテック会社
- （中文） Nabeya Bi-tech Kaisha
- （日語） 东京電視台“韓布利亜宫”里介绍為“理想的工厂-历史悠久公司之一”